# Lophospingus griseocristatus
El soldadito gris (Lophospingus griseocristatus) es una especie de ave paseriforme de la familia Thraupidae, una de las dos pertenecientes al género Lophospingus. Es nativo del centro oeste de América del Sur.

## Distribución  y hábitat
Se distribuye por los altiplanos andinos desde el oeste de Bolivia (desde el sur de La Paz), hasta el noroeste de Argentina (Jujuy y Salta).
Esta especie es considerada localmente común, aunque más rara hacia el sur, en sus hábitats naturales: los matorrales áridos y campos adyacentes, en altitudes entre 1500 y 3100 m.

## Sistemática

### Descripción original
La especie L. griseocristatus fue descrita por primera vez por los ornitólogos franceses Frédéric de Lafresnaye y Alcide d'Orbigny en 1837 bajo el nombre científico Emberiza griseo-cristata; su localidad tipo es: «Valle Grande, Santa Cruz, Bolivia».

### Etimología
El nombre genérico masculino Lophospingus se compone de las palabras del griego «lophos»: que significa cresta y «σπιγγος, σπιζα spingos, spiza» que es el nombre común del pinzón vulgar; y el nombre de la especie «griseocristatus» se compone de las palabras del latín «griseus»: gris, y «cristatus»: crestado, emplumado.

### Taxonomía
Es monotípica. Los datos presentados por los amplios estudios filogenéticos recientes comprueban que la presente especie es hermana de  Lophospingus pusillus y que el par formado por ambas es pariente próximo de un clado integrado por Neothraupis fasciata, Gubernatrix cristata y Diuca diuca.